# Керр, Ричард Джеймс
Ричард Джеймс Керр англ. Richard James Kerr (родился 4 октября 1935 года) — заместитель директора Центрального разведывательного управления США (англ. Central Intelligence Agency) в трёхлетний период с 1989 года (20.03.1989) по 1992 год (02.03.1992). Общий стаж работы  в ЦРУ составил 32 года.

## Биография
Родился в Форт-Смите, штат Арканзас. В 1959 году окончил университет штата Орегон, получив степень бакалавра истории. Был принят в аспирантуру этого же университета. 
В 1960 году принят на службу в ЦРУ в качестве аналитика, в основном занимался вопросами, связанными с СССР.  
Входил в группу "DO" (Управление операциями). 
В 1986 году принимал участие в операции ЦРУ в Ливии "Каньон Эльдорадо". 
С 1986 по 1989 год занимал пост Заместителя директора по разведке.  
С 20 марта 1989 года занял ключевую должность в управлении разведкой США, став заместителем директора ЦРУ Уильяма "Билла" Уэбстера.   
Проводил политику "Бархатных революций" в странах Восточной Европы.  
В 1990 году организовывал работу ЦРУ во время конфликта Индии и Пакистана.
В 1991 году организовывал работу ЦРУ в СССР в период "Путча ГКЧП" для предотвращения смены политического режима М.С.Горбачёва и дальнейшему расколу СССР, организовывал поддержку Б.Н.Ельцина.
С 1 сентября по 6 ноября 1991 года — временно исполнял обязанности директора ЦРУ.  
В 1991 году президент Джордж Буш-Старший, вручил Ричарду Керру Президентскую гражданскую медаль.  
Со 2 марта 1992 года вышел в отставку, когда ЦРУ возглавлял Роберт Гейтс.  
В 2001 году (до 11.09.2001) по предложению директора ЦРУ Джорджа Тенета, проводил исследование для отдела TTIS (Центр интеграции террористических угроз).  
Летом 2002 года, по предложению Дональда Рамсфелда, возглавил Группу анализа разведданных по программе Ирака, "информация, связанная с оружием массового поражения".  В результате работы, было подготовлено и передано в ЦРУ 4 отчета, два из которых остаются засекреченными (1.О ситуации после Саддама Хусейна, 2.Оценка Национальной разведки США).  
В дальнейшем, после ЦРУ, занимался консультированием, входил в советы директоров и наблюдательные советы  нескольких крупных американских компаний.

## Связанные компании
- "Dick,Kerr&Co" британская инжиниринговая фирма.
- "Aegis Research Corporation" в Росслине и Фоллс-Черч, штат Вирджиния[4]

## Личная Жизнь
Был женат, имел четверо детей.